# Галдерен
Галдерен (нід. Haalderen) — село в нідерландській провінції Гелдерланд. Входить до муніципалітету Лінгевард.
Його площа становить 2,55км², а населення станом на 2020 рік складало 2 061 особу.

## Галерея

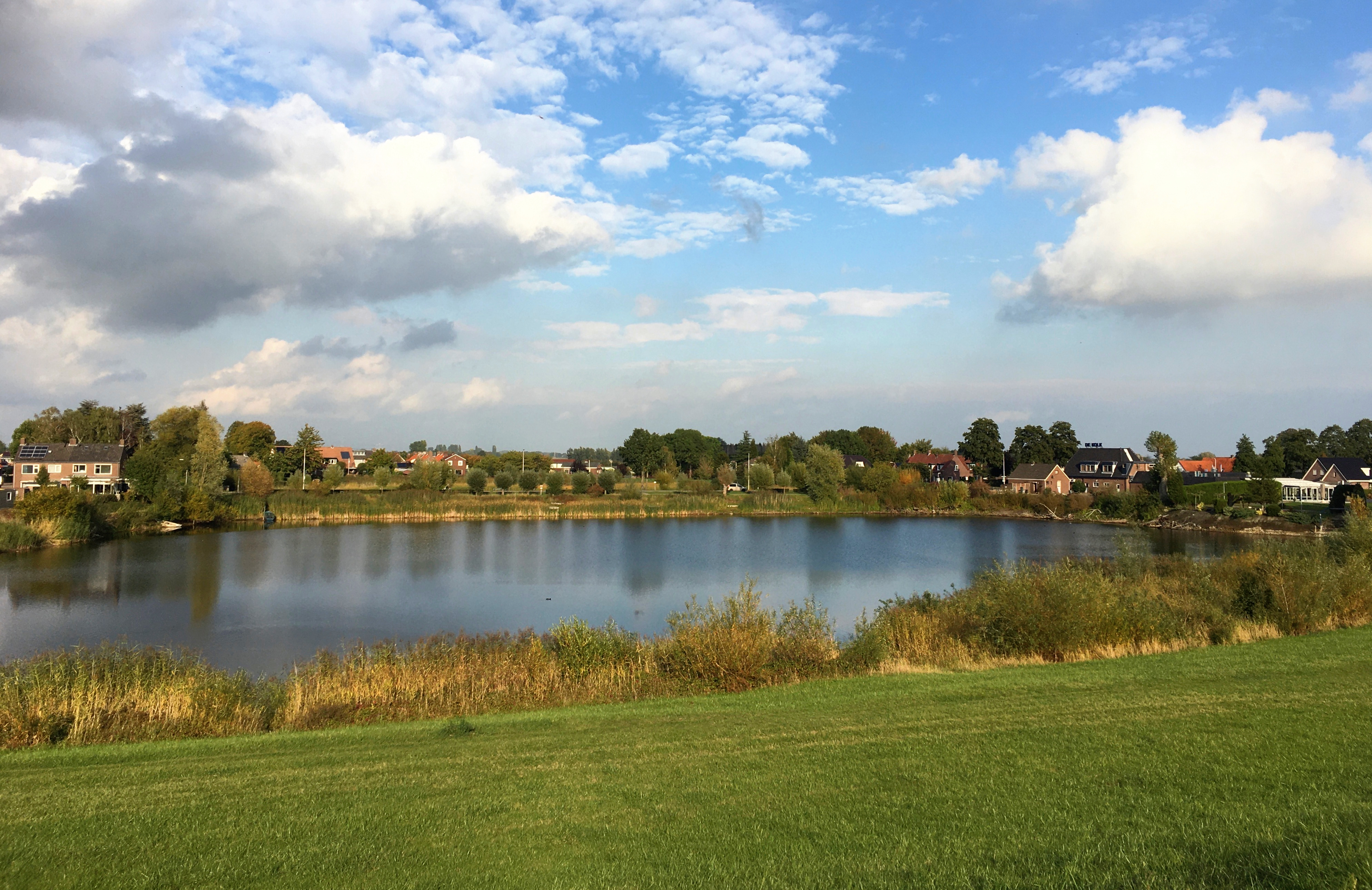
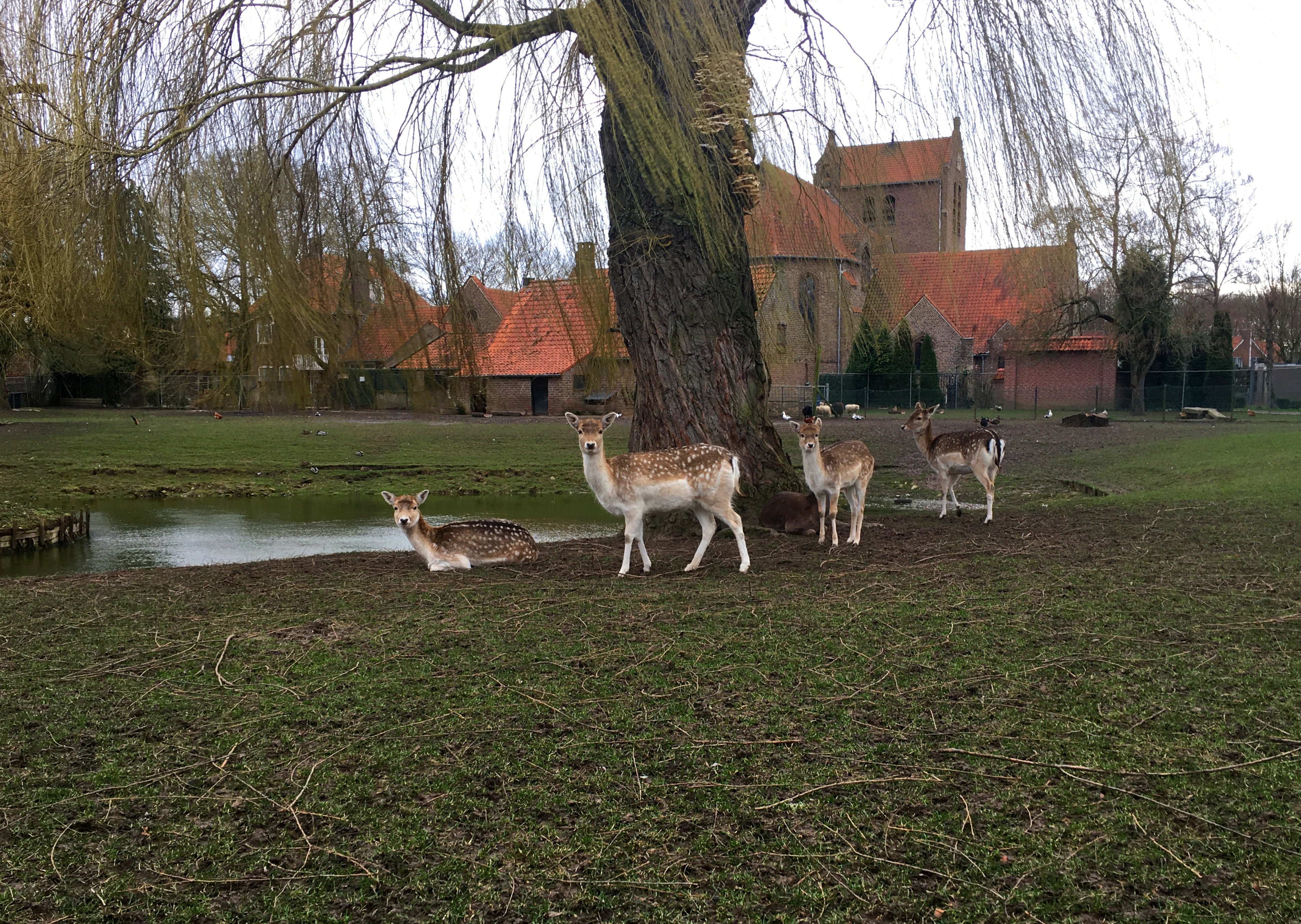
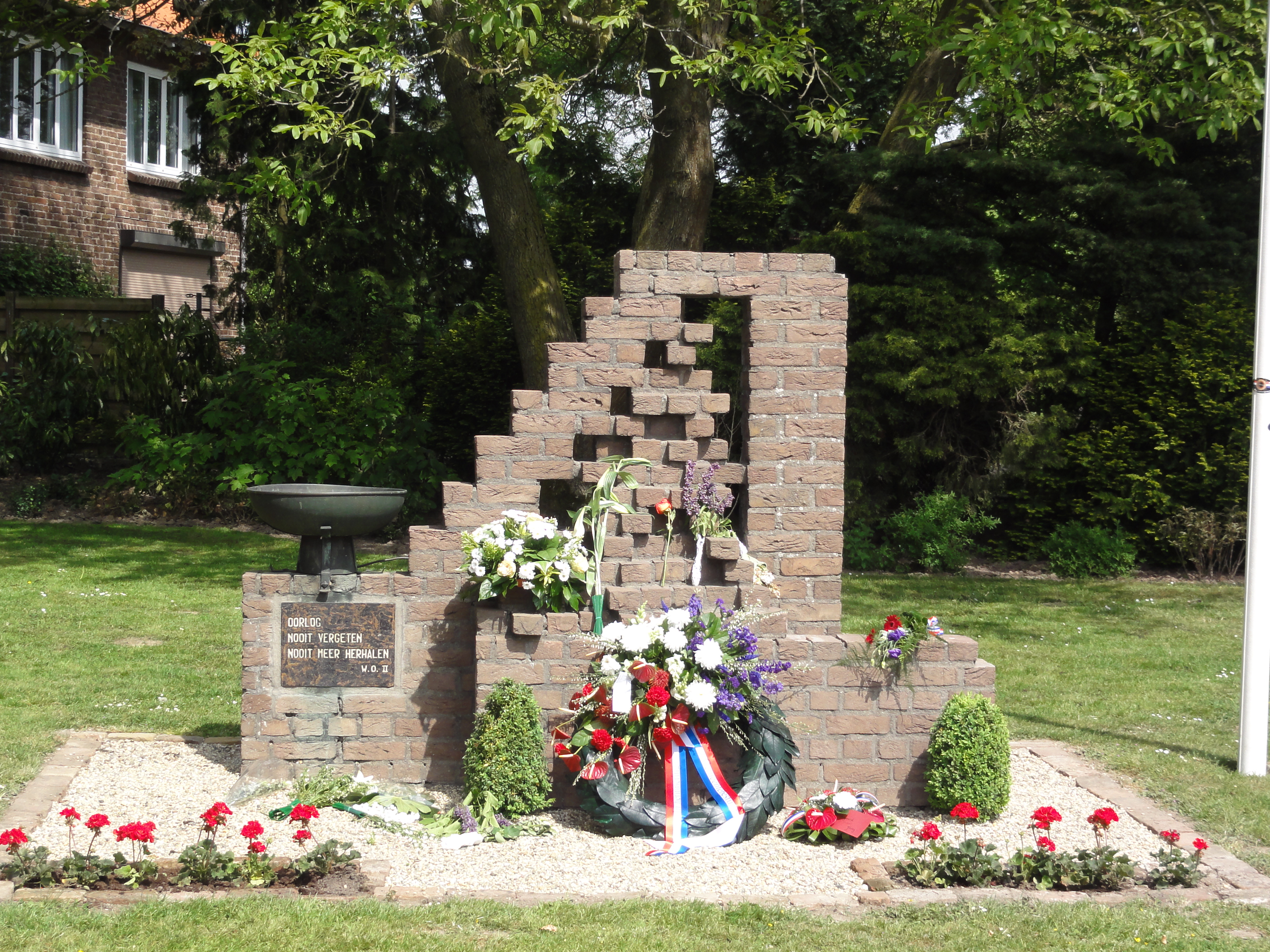
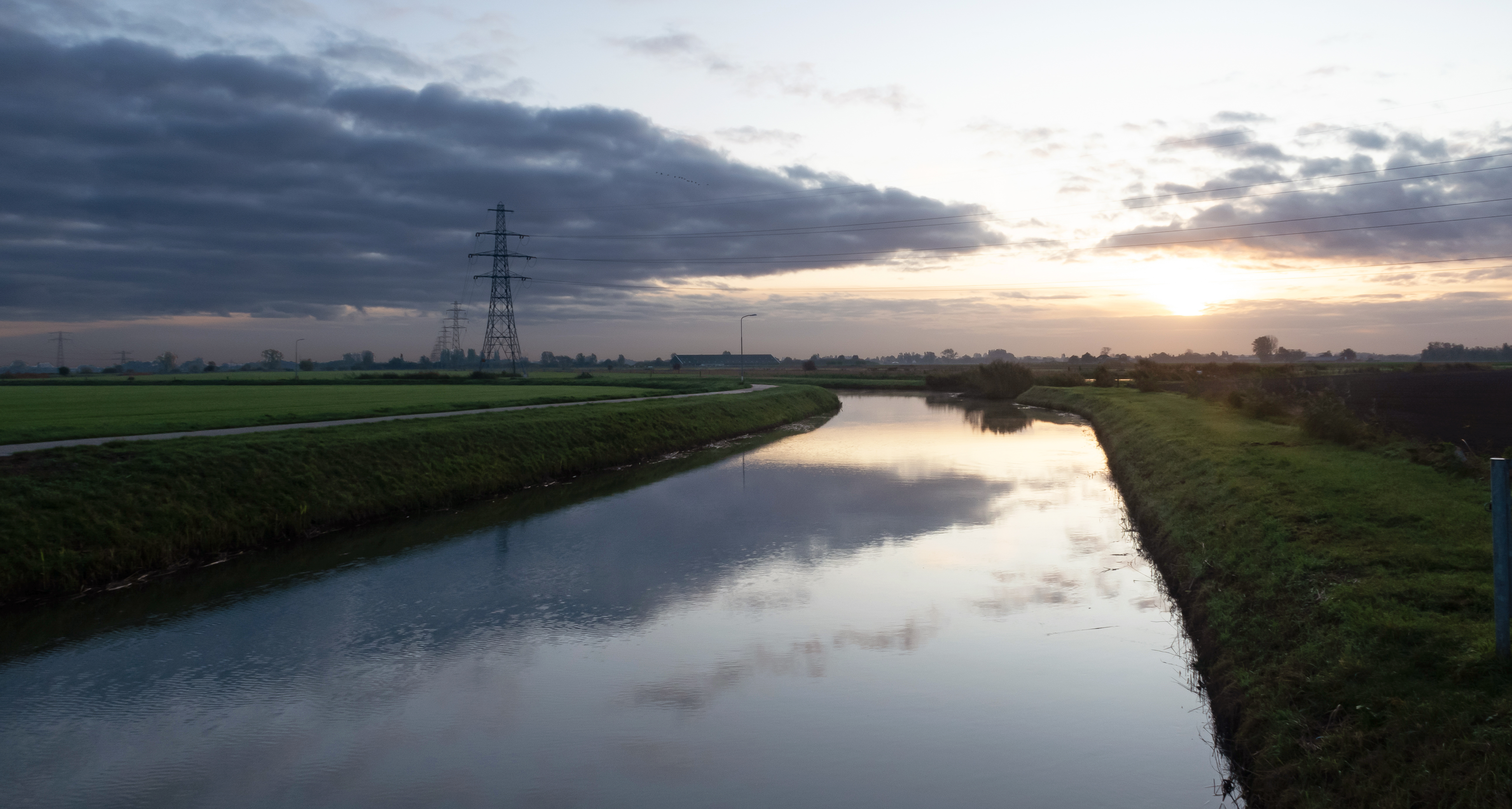